# Tătărăni
Tătărăni è un comune della Romania di 2 473 abitanti, ubicato nel distretto di Vaslui, nella regione storica della Moldavia. 
Il comune è formato dall'unione di 9 villaggi: Bălțați, Crăsnășeni, Giurgești, Leoști, Manțu, Stroiești, Tătărăni, Valea lui Bosie, Valea Seaca.